# Jeep Truck
Der Willys Jeep Truck ähnelte dem Jeep Wagon und dem Jeep Jeepster VJ-2 und VJ-3. Er wurde 1947 eingeführt und hatte die Modellbezeichnungen 2T und 4T. Diese Fahrzeuge waren mit dem Willys Go Devil - Motor mit 2196 cm³ und dem Borg-Warner T90 - Dreiganggetriebe des CJ-2A ausgerüstet. 1950 bekam der Truck ein Facelift und hieß fortan 473; die neue Hurricane-Vierzylindermaschine gab es auf Wunsch. Bei diesem Modell wurde auch der neue Kühlergrill in V-Form mit fünf horizontalen Stäben eingeführt. Die Stufen an der Seite der Ladefläche fielen weg. Nach 1950 gab es auch das Modell mit Hinterradantrieb nicht mehr. 1953 hieß das neue Modell 475 und Zahl der horizontalen Kühlergrillstäbe reduzierte sich auf drei. Ein Sechszylindermodell, der 6-226, wurde ab 1954 angeboten; als Folge hiervon fielen die Verkaufszahlen des Modells 475 beträchtlich. Der 226 fiel 1962 zu Gunsten des neuen Tornado-Motors 6-230 mit obenliegender Nockenwelle weg. Das Leergewicht der Wagen wird mit 1404–1495 kg angegeben.
Motoren:
- 1947–1950, 1956: 2,2 Liter - R4 - Willys Go Devil - Motor L4-134
- 1950–1965: 2,2 Liter - R4 - Willys Hurricane - Motor F4-134
- 1954–1962: 3,7 Liter - R6 - Continental Super Hurricane - Motor 6-226
- 1962–1965: 3,8 Liter - R6 - Jeep Tornado - Motor 6-230

Es gab nur ein Getriebe, das manuelle Borg-Warner T90-Dreiganggetriebe. Die Modelle mit Vierradantrieb hatten einen Spicer 18 - Antriebsstrang. Bei den frühen Modellen war auf Wunsch eine Hinterachse, Typ Timken 51540, erhältlich, ansonsten war die Dana 53 Standard. Die Vorderachse war eine Dana 25. Standard war auch ein Übersetzungsverhältnis am Differential von 5,38 : 1.
Über 200.000 Trucks wurden hergestellt.